# 一の川
一の川（いちのがわ）は、五島列島の福江島中央部を南から北へほぼ縦断し、北岸の河務湾（岐宿湾）に注ぐ二級河川である。一の河川（いちのこがわ）とも呼ばれ、上流域は二里木場川と呼ばれる。
福江島では西に並んで流れる鰐川を上回る最大の川で、延長15.3kmは長崎県内の川で第6位である。流域は全て長崎県五島市に属する。

## 地理
福江島南部の富江地区にある犬山瀬（標高360m）北東側斜面を水源とする。川は北へ流れ出し繁敷（しげじき）の盆地に入るが、ここには昭和53年（1978年）に繁敷ダムが完成した。
繁敷ダムを流れ出した川は山間部に谷を作りながら北へ流れ、二里木場、雨通宿（うとじゅく）を通過する。雨通宿までを「二里木場川」、以降を「一の川」「一の河川」と呼ぶ。
岐宿(きしく)町河務にある大曲(おおまがり)で名の通り大きく川が蛇行する。丘陵地の間を北へ流れ、更に岐宿地区東部の河務湾へ注ぐ。
川沿いに田畑もあるが、周囲には手つかずの自然が多く残り、ゲンジボタルやカジカガエルやカスミサンショウウオ生息地もある。上流部は長崎県道27号福江荒川線および長崎県道31号富江岐宿線、下流部は国道384号が並走、河口付近で長崎県道162号河務福江線が分岐する。また、中流域の五島鉱山ではろう石、ダイアスポアが採掘されている。

## 河川施設
- 繁敷ダム - 一の川上流に作られた灌漑用のダムで、昭和46年（1971年）に着工し昭和53年（1978年）に完成した。堤高27m・堤頂長115m・総貯水量170万tのゾーン式フィルダムで、水は南にある富江半島の田畑658haの農業用水に用いられている[2]。